# 2012: Supernova
2012: Supernova is een Amerikaanse film uit 2009 van The Asylum met Brian Krause.

## Verhaal
Wanneer een supernova de aarde dreigt te vernietigen bedenkt een astrofysicus een gevaarlijk en wanhopig plan om de aarde te beschermen tegen de vernietigende straling.

## Rolverdeling
| Acteur           | Personage    |
| ---------------- | ------------ |
| Brian Krause     | Kelvin       |
| Heather McComb   | Laura        |
| Najarra Townsend | Tina         |
| Allura Lee       | Dr. Kwang Ke |
| Alan Poe         | Dzerzhinsky  |